# Comitetul Național Germania Liberă
Comitetul Național Germania Liberă, (în limba germană: Nationalkomitee Freies Deutschland sau, abreviat, NKFD) a fost a organizație înființată la Moscova la 12 iulie 1943, iar Erich Weinert a fost ales președinte. Scopurile organizației au fost lupta și propaganda antinazistă, sub tutela și directivele sovietice. Una din modalitățile de acțiune ale Comitetului Național Germania Liberă era încurajarea militarilor germani la acte de dezertare și trădare.
Comitetul Național Germania Liberă era compus din comuniști exilați după 1933 din Germania și prizonieri de război germani.
În septembrie 1943, Comitetul Național Germania Liberă a fost contopit cu Federația Ofițerilor Germani, dar în 1945 ambele organizații au fost desființate.
După război, o parte din membrii Comitetului Național pentru Germania Liberă au fost numiți în funcții administrative importante în zona sovietică de ocupație a Germaniei, devenită în 1949 Republica Democrată Germană, în locul demnitarilor naziști. Membrii Comitetului Național pentru Germania Liberă au avut un rol important la consolidarea regimului comunist în RDG.

## Membri importanți
- Anton Ackermann
- Wilhelm Adam
- Johannes R. Becher
- Willi Bredel
- Heinrich Graf von Einsiedel
- Peter Gingold
- Alfred Kurella
- Wolfgang Leonhard
- Vincenz Müller
- Friedrich Paulus
- Wilhelm Pieck
- Walther von Seydlitz-Kurzbach
- Walter Ulbricht
- Gustav von Wangenheim
- Erich Weinert
- Otto Winzer
- Friedrich Wolf
- Markus Wolf